# Hydropsyche clavulata
Hydropsyche clavulata is een schietmot uit de familie Hydropsychidae. De soort komt voor in het Palearctisch gebied.